# Gotra luctuosa
Gotra luctuosa là một loài tò vò trong họ Ichneumonidae.